# The Bugler of Battery B
Pour plus de détails, voir Fiche technique et Distribution.
The Bugler of Battery B (littéralement : Le clairon de la batterie B) est un film muet américain réalisé par George Melford, sorti en 1912.

## Fiche technique
- Titre : The Bugler of Battery B
- Réalisation : George Melford
- Assistant-réalisateur : Storm Boyd
- Scénario : Emmett C. Hall (en)
- Musique : Walter C. Simon
- Producteur :
- Société de production : Kalem Company
- Société de distribution : General Film Company (États-Unis), Moving Pictures Sales Agency (Royaume-Uni)
- Pays de production :  États-Unis
- Langue : film muet avec les intertitres en anglais américain
- Métrage : 270 m (1 bobine)
- Format : Noir et blanc — 35 mm — 1,33:1 — Muet
- Genre : Film dramatique
- Durée : 9 minutes
- Dates de sortie : 
  - États-Unis : 10 juillet 1912
  - Royaume-Uni : 12 septembre 1912

## Distribution
- Guy Coombs (en) : Harkness - le clairon
- Anna Q. Nilsson : Mademoiselle Colwell
- Hal Clements (en) : le major Pitt
- Miriam Cooper : Carol Colwell
- Henry Hallam (en) :
- Helen Lindroth : Mme Colwell